# Berta Ferenc
Berta Ferenc (Orosháza, 1934. október 17. –) labdarúgó, hátvéd.

## Pályafutása
1958 augusztusában a Bp. Spartacusból igazolt az FTC-be. 1958 és 1962 között volt a Ferencváros játékosa, ahol egy bajnoki ezüstérmet és egy magyar kupa győzelmet szerzett a csapattal. A Fradiban 74 mérkőzésen szerepelt (51 bajnoki, 22 nemzetközi, egy hazai díjmérkőzés). 1962-ben a Szombathelyi Haladáshoz szerződött. 1964-től a BEAC-ban szerepelt.

## Sikerei, díjai
- Magyar bajnokság
  - 2.: 1959–60
- Magyar kupa
  - győztes: 1958